# Utro (film fra 1966)
 For alternative betydninger, se Utro. (Se også artikler, som begynder med Utro)
Utro er en dansk film fra 1966, skrevet og instrueret af Astrid Henning-Jensen.

## Medvirkende
- Lone Hertz
- Ebbe Rode
- Caja Heimann
- Gyrd Løfqvist
- Bjørn Puggaard-Müller
- Tove Bang
- Poul Müller
- Ebba With
- Tove Maës
- Knud Rex
- Lone Lindorff
- Jørgen Beck
- Inger Rauf
- Jørgen Kiil
- Arthur Jensen
- Holger Vistisen
- Michael Rosenberg